# 杨梅科
杨梅科共有3属约35种，基本都属于杨梅属，香蕨木属和Canacomyrica属都是单种属，也有的分类学家将杨梅属又分出一个Morella属。主要分布于分布于东亚和北美，其中1属Comptonia Banks ex Gaertn.为单种属，产北美洲，以叶具托叶、羽状中裂不同于杨梅属Myrica L.；中国只有杨梅属1属4种，分布在南方。
本科植物都是常绿或落叶灌木或乔木，根共生有根瘤菌；单叶，互生，无托叶；花单性，雌雄同株或异株，排成腋生的葇荑花序；雄花和雌花都没有花被；果实为核果或小坚果，有时具翅，种子1枚，杨梅的外果皮肉质，可食用。
1981年的克朗奎斯特分类法单独分出一个杨梅目，只有一科，1998年根据基因亲缘关系分类的APG 分类法将杨梅科列入壳斗目。